# 夏尔·勒克莱尔
夏尔·马克·埃尔韦·佩瑟瓦尔·勒克莱尔（法語發音：[ʃaʁl ləklɛʁ]，1997年10月16日—），摩纳哥赛车手，現時效力于法拉利车队。勒克莱尔在2016年和2017年分别赢得了GP3系列赛和F2的车手冠军。勒克莱尔在2018年代表索伯车队参加世界一级方程式锦标赛，2019年加入法拉利车队。

## 个人生活
勒克萊爾的兄長羅倫佐与法國的F1車手儒勒·比安奇是童年的朋友，儒勒後來成為夏爾的教父，他曾在比安奇父亲经营的位于布里尼奥勒的赛道上练习卡丁车。和比安奇一样，勒克莱尔也参加了尼古拉斯·托德领导的ARM管理公司。
除了兄长洛伦佐，勒克萊爾還有一个弟弟阿蒂尔；阿蒂尔也是一名赛车手，2020年他也随夏尔·勒克莱尔的脚步加入到法拉利车手学院。他的父亲埃尔韦曾在80年代到90年代参加过F3，并且在卡丁车领域备受尊敬，他在2017年去世，享年54岁，是在勒克萊爾贏得F2巴庫分站的僅僅四天之前。而在他父親即將過世前兩天，勒克萊爾給了臨終的父親說了一個謊：他表示他剛獲得了2018年的F1車手合約，最終是在巴庫贏得勝利後的一個月，他才真正接到薩伯車隊的聯繫。

2024年6月18日，陸克萊被巴黎奧組委獲選為2024年夏季奧林匹克運動會火炬傳遞的第35天 — 濱海阿爾卑斯省傳遞儀式中其中一位大會指定火炬手。
勒克莱爾能流利使用法語、英語、德語、義大利語和甚至是一點基本的西班牙語，但他卻不能講摩納哥方言。

## 早期生活

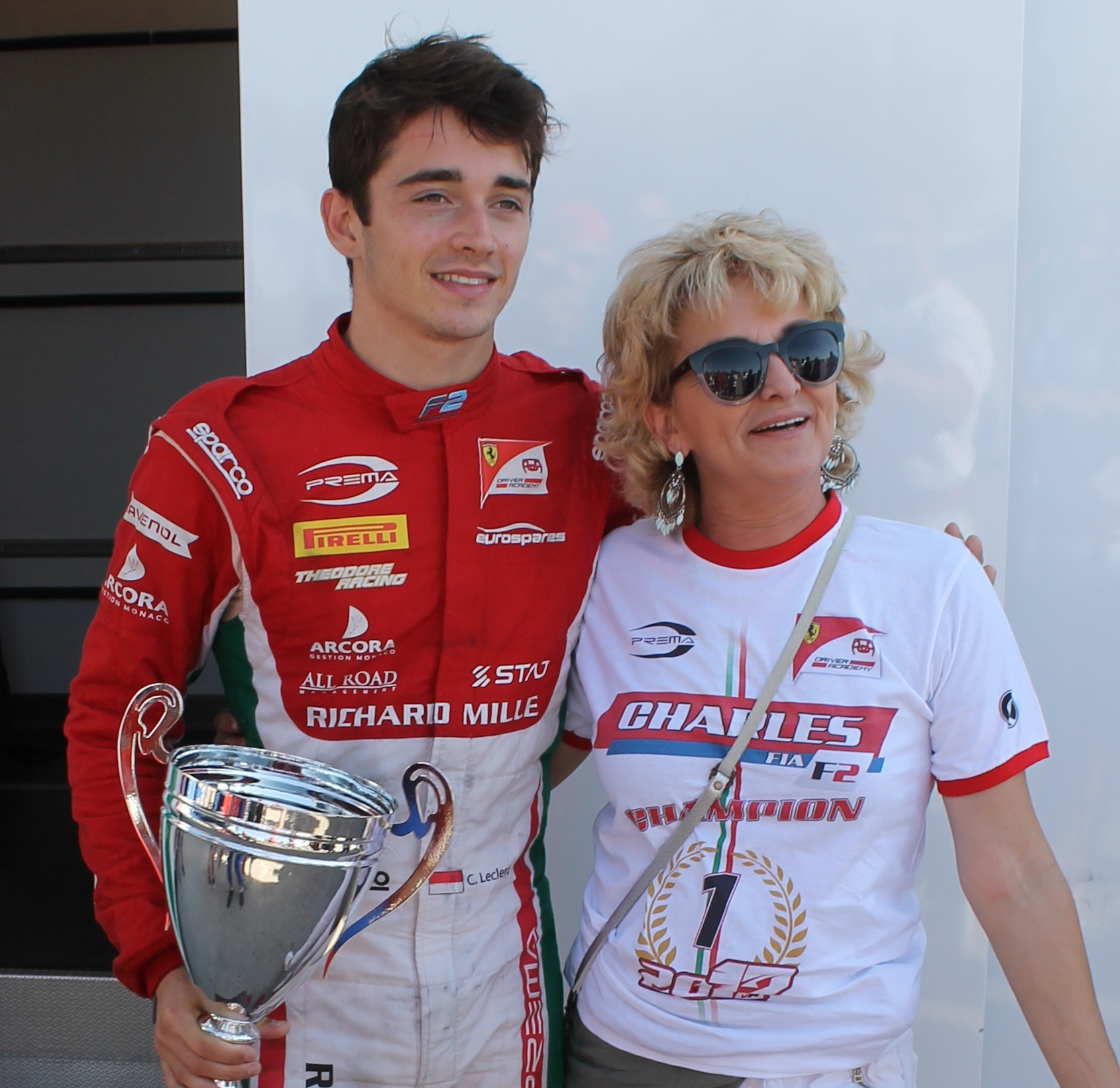
Leclerc (left) with his mother, Pascale, after winning the 2017 FIA Formula 2 Championship

夏爾·馬克·艾維·珀斯瓦·勒克萊爾（Charles Marc Hervé Perceval Leclerc）於1997年10月16日出生於摩納哥蒙地卡羅。
他的父親艾維·勒克萊爾（Hervé Leclerc）曾是一位賽車手，在1980至1990年代參加三級方程式賽車，而他的母親帕斯卡·勒克萊爾（Pascale Leclerc）則是前髮型設計師，曾在豐維埃耶開設美髮沙龍。
他父系的祖父創立了法國製造業公司Novares集團，[5] 並在勒克萊爾卡丁車生涯中協助負擔雜項費用（但不包含比賽開支）。勒克萊爾曾就讀於位於摩納哥城的亞伯一世高中（Lycée Albert Premier）。
他的父親艾維在長期病痛後於2017年逝世，享年54歲，時間點是在勒克萊爾於巴庫F2分站奪下正賽冠軍的四天前。在父親過世前，勒克萊爾曾對他撒謊說自己已簽約2018年F1車隊； he signed with Sauber later that year.隔年他實際上與薩伯車隊（Sauber）簽下合約。
他的同母異父哥哥洛倫佐·托洛塔-勒克萊爾（Lorenzo Tolotta-Leclerc）是儒勒·比安奇（Jules Bianchi）的至交，比安奇曾是勒克萊爾的教父，也是他卡丁車時期的技師，直到比安奇於2015年去世為止。
他的弟弟亞瑟·勒克萊爾（Arthur Leclerc）同樣是賽車手，曾參與方程式與賽車系列賽，並於2022年贏得亞洲區方程式地區錦標賽（Formula Regional Asian Championship）冠軍。

## 职业生涯

### 卡丁车
勒克莱尔出生在摩纳哥，并在2005年开始他的卡丁车生涯，获得过2005年、2006年和2008年的法国PACA锦标赛的冠军。在2009年他成为了法国Cadet冠军，随后在2010年升到KF3组别，在那里他赢得了摩纳哥卡丁车青少年杯。2011年他继续参加KF3组别的比赛，赢得了CIK-FIA KF3世界杯、CIK-FIA卡丁车学院奖杯以及ERDF青少年卡丁车大师。在这一年，勒克莱尔同样成为了尼古拉·托德的ARM管理公司的一员。
勒克莱尔在2012年进入KF2组别并加入ART大奖赛车队，赢得了WSK欧洲系列赛的冠军，并取得了CIK-FIA欧洲KF2锦标赛和CIK-FIA U-18世界卡丁车锦标赛的第二名。
2013年是他参加卡丁车比赛的最后一年，勒克莱尔在CIK-FIA欧洲KZ锦标赛中取得第六名，在CIK-FIA世界KZ锦标赛中取得第二名，仅次于目前效力于红牛车队的F1车手馬克斯·維斯塔潘。

#### 2005–2009年：國內錦標賽的早期成功
勒克萊爾五歲開始接觸卡丁車，並在由儒勒·比安奇（Jules Bianchi）之父經營的布里尼奧勒（Brignoles）賽道展開賽車生涯。他於2005年展開正式比賽生涯，在Mini組別中贏得PACA（普羅旺斯-阿爾卑斯-蔚藍海岸）地區錦標賽冠軍，18場比賽中贏得15場，並於2006年成功衛冕該項目冠軍。 
2007年，勒克萊爾晉升至Minime組別，贏得克勞德·塞克盃（Trophée Claude Secq），並在PACA地區錦標賽中獲得亞軍。次年，他在普利司通盃（Bridgestone Cup）中名列第五，在法國錦標賽中獲得亞軍，並再度奪得PACA地區冠軍。
2009年，勒克萊爾晉升至Cadet組別，贏得法國錦標賽與普利司通盃冠軍，並摘下羅納-阿爾卑斯地區冠軍頭銜。同年，他與知名高級鐘錶品牌理查·米爾（Richard Mille）建立合作關係，該品牌自此持續贊助他在卡丁車領域的發展。

#### 2010–2011年：晉升國際賽事
2010年，勒克萊爾晉升至國際賽事，參加KF3少年組賽事，並在摩納哥蒙地卡羅賽道舉辦的CIK-FIA摩納哥卡丁車盃上奪冠，成為該比賽史上最年輕的冠軍。他在卡丁車世界盃初登場即排名第29位，在首屆卡丁車學院盃（Karting Academy Trophy）中獲得第五名，並在法國錦標賽中屈居皮埃爾·蓋斯利之下，獲得亞軍。
2011年，勒克萊爾被尼可拉斯·托特（Nicolas Todt）發掘，加入其創立的All Road Management經紀公司。 托特協助他轉隊至Intrepid車隊，並在義大利薩爾諾舉行的世界盃賽事中奪冠；勒克萊爾後來形容這場比賽為「迄今為止我最棒的卡丁車比賽」。 同年他亦贏得卡丁車學院盃與巴黎-貝爾西大師賽（Masters of Paris-Bercy），並在WSK Final Cup中獲得亞軍，僅次於尼克拉斯·尼爾森（Nicklas Nielsen）。

#### 2012–2013年：與ART車隊贏得資深組冠軍
勒克萊爾在2012年晉升至資深組KF2類別，加入由車廠支持的ART Grand Prix車隊。他贏得當年的WSK歐洲系列賽冠軍；在第二輪比賽中與馬克斯·維斯塔潘發生碰撞，導致兩人均被取消資格。他在卡丁車歐洲錦標賽首度亮相便獲得亞軍，並與馬克斯·維斯塔潘及班·巴尼科特（Ben Barnicoat）展開激烈的爭冠之爭。勒克萊爾亦在U18世界卡丁車錦標賽中以一分之差屈居亞軍。同年他還在世界盃和WSK Final Cup 分別名列第五，並在SKUSA超級國際賽（SuperNationals）中獲得第四名。
2013年，年僅15歲的勒克萊爾晉升至資深組的KZ齒輪變速車類別。他以KZ2類別在南加爾達冬季盃開啟賽季並奪冠。 之後在WSK歐洲系列賽中排名第十二，在WSK大師系列賽中排名第四。 在歐洲錦標賽的最終回合（亨克站）站上頒獎台，並以總成績第六作收。在法國瓦倫斯-蘇-阿利耶（Varennes-sur-Allier）舉行的世界錦標賽中，他與勁敵維斯塔潘爭奪最年輕的KZ世界冠軍頭銜，最終以亞軍收場。
在晉升方程式賽車後，勒克萊爾表示與馬克斯·維斯塔潘之間「無數次的交鋒」讓他的經驗和性格都大幅成長。專業卡丁媒體Kartcom則評價他的崛起「對一位在賽道訓練時間不多的車手來說，可謂驚人迅速」。

### 雷诺方程式2.0

#### 雷諾方程式2.0：阿爾卑斯系列賽
勒克萊爾於2014年晉升至初級方程式賽事，年僅16歲時與Fortec車隊簽約，參加雷諾方程式2.0阿爾卑斯系列賽。他在伊莫拉的揭幕戰首次亮相，但兩場比賽皆以退賽收場。隨後他在波城（Pau）的第二場比賽中獲得職業生涯首個頒獎台。 在紅牛賽道兩場比賽皆獲得第四名後，勒克萊爾於斯帕-弗朗科爾尚賽道連續登上頒獎台。接著他於國立蒙札賽車場獲初次方程式賽事勝利，第二場比賽更是從竿位發車奪冠。他在穆傑洛賽道兩場比賽皆落後於尼克·德弗里斯獲得第二名，並在賽季最終站赫雷斯賽道收下積分。
整個賽季中，勒克萊爾共拿下兩場勝利與七次頒獎台，最終總成績僅次於身為第三年參賽者的尼克·德弗里斯，獲得年度亞軍，同時擊敗馬捷沃斯·伊薩基揚（Matevos Isaakyan），榮獲年度最佳新人獎。

#### 雷諾方程式2.0：歐洲盃
Fortec車隊也讓勒克萊爾以外卡車手身分，參加部分雷諾方程式歐洲盃分站，該系列賽屬於世界系列賽by Renault的一部分。 在季前測試中，他於巴塞隆納-加泰隆尼亞賽道創下單圈紀錄。他在斯帕-弗朗科爾尚賽道的初登場未能進入積分區完賽，不過隨後在紐柏林賽道拿下該系列的首次頒獎台，以第二名完賽，僅次於丹尼斯·奧爾森（Dennis Olsen）。接著他在匈牙利賽道（Hungaroring）兩場比賽中再度獲得第二名。勒克萊爾最終以六場比賽三度登上頒獎台的成績結束他在歐洲盃的賽季。

### 三級方程式賽車（2015年）

#### FIA 歐洲三級方程式錦標賽

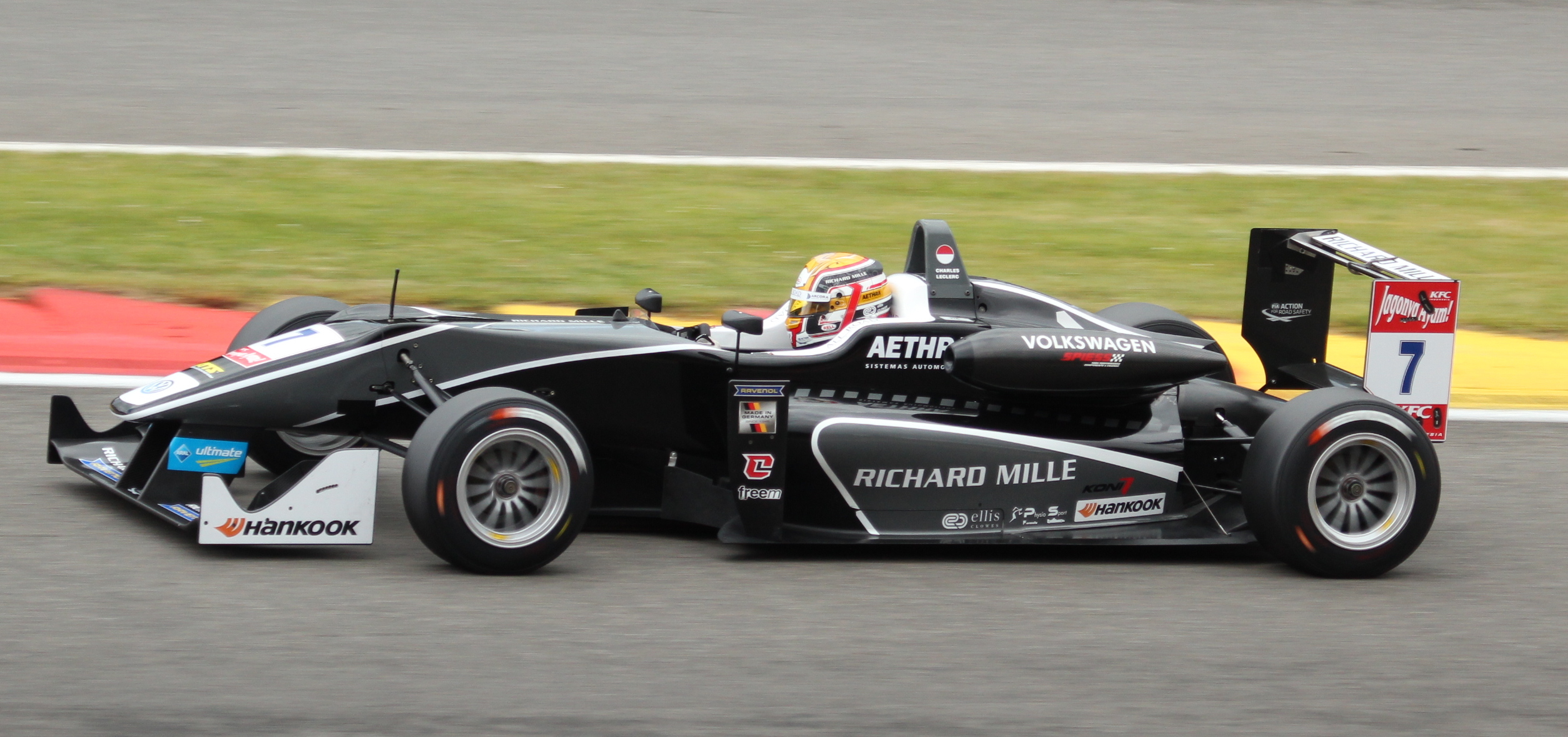
Leclerc progressed to FIA European Formula 3 in 2015, winning several races and finishing second at the Macau Grand Prix.

勒克萊爾於2015年晉升至三級方程式賽車，代表荷蘭的范阿默斯福特車隊(Van Amersfoort Racing)參加競爭激烈的FIA歐洲三級方程式錦標賽。在開幕戰銀石賽道中，由於費利克斯·羅森奎斯特因技術違規遭取消資格，勒克萊爾因此遞補取得第二與第三回合的桿位。首場比賽他以第十二名完賽，第二場即奪得亞軍，接著與安東尼奧·焦維納齊激戰全場後拿下生涯首勝。在霍肯海姆賽道，勒克萊爾再連續三場登上頒獎台，其中第三回合在雨戰中超越蘭斯·斯托爾後奪冠。他在波城站延續氣勢，連續八場登上頒獎台，包括在週末最終場——波城大獎賽中獲得第三名。 ,在國立蒙札賽車場第二回合與傑克·丹尼斯發生碰撞後迎來賽季首次退賽，不過在縮短距離的最終回合中重返頒獎台。
勒克萊爾在斯帕-弗朗科爾尚賽道第一回合從第六位發車，與蘭斯·斯托爾及喬維納齊展開三方纏鬥後奪冠，並因此登上積分榜首位；在第三回合再收下一座頒獎台。接著在諾里斯賽道從桿位奪勝並於下一場再度登台，六站過後，他領先喬維納齊42.5分。然而在贊德沃特賽道第二回合與蘭斯·斯托爾發生碰撞，被迫更換Dallara F314底盤。自此之後，他在最後四站未能再登上頒獎台，僅在紅牛賽道與紐柏林賽道獲得兩個第四名，最終在積分榜上跌至第四，落後於羅森奎斯特、喬維納齊與丹尼斯。儘管如此，他仍贏得新人盃冠軍，賽季共奪下四場勝利與13座頒獎台。《Motorsport.com》的瓦倫丁·霍倫日（Valentin Khorounzhiy）將他評為該賽季表現最出色的車手。

#### 澳門格蘭披治大賽車
在結束歐洲F3賽季後，勒克萊爾代表范阿默斯福特車隊（Van Amersfoort Racing）參加澳門格蘭披治大賽車。
他在排位賽中獲得第三名。在資格賽中，由於安東尼奧·焦維納齊（Antonio Giovinazzi）被判處處罰，勒克萊爾最終以第二名完賽，僅次於菲利克斯·羅辛基斯（Felix Rosenqvist），並因此確定了正賽的起跑順位。
在正賽中，勒克萊爾再度與羅森奎斯特展開全場激戰，最終再次以第二名完賽。
他表示，這個結果對於他在F3賽季收尾階段之後的「心理韌性」至關重要。

### GP3系列赛（2016年）
2015年12月，勒克萊爾參加了GP3季後測試，為ART及Arden兩支車隊試車，最終與ART Grand Prix簽約，參加2016年GP3系列賽。（2019年至今）同時，他也在賽季開始前正式加入法拉利車手學院（Ferrari Driver Academy）。
勒克萊爾在巴塞隆納-加泰隆尼亞賽道排位賽中取得第三，並在正賽中以超過六秒的領先優勢贏得個人GP3首勝；在反向起跑的第二場比賽中，他獲得第九名。於紅牛賽道（Red Bull Ring）站，他以超過半秒的優勢拿下竿位，並在第一場比賽中自起跑至終點一路領先奪冠。第二場比賽中，他因與傑克·丹尼斯（Jake Dennis）及塔蒂亞娜·卡爾德隆（Tatiana Calderón）發生碰撞而退賽，並被罰下回合倒退五位起跑。
接下來的銀石賽道（Silverstone），儘管從第七位起跑，他仍連續兩場拿下第二和第三名。匈牙利大獎賽第一場比賽他以第六名完賽， 第二場比賽則登上頒獎台，而亞歷山大·阿爾本（Alexander Albon）贏得比賽並暫時登上積分榜首位。霍肯海姆賽道（Hockenheimring）他因阻擋朱利亞諾·阿萊西（Giuliano Alesi）被罰排位倒退三位，在第一場比賽中以第五名完賽，落後於亞歷山大·阿爾本。但在第二場比賽中，他拿下第三，亞歷山大·阿爾本則退賽，使勒克萊爾重新奪回積分領先。
在比利時斯帕-弗朗科爾尚賽道（Spa-Francorchamps）他再度拿下竿位，並成功抵擋丹尼斯的追擊奪冠， 第二場則以第六名完賽。 國立蒙札賽車場（Monza）他再次獲得竿位，在第一場比賽中排名第四，位居主要競爭對手阿爾本與安東尼奧·福科（Antonio Fuoco）之前；第二場比賽則與隊友福住仁珊（Nirei Fukuzumi）相撞退賽。
在雪邦國際賽道（Sepang）他第三度連續奪得竿位，並在兩場比賽中分別獲得第三與第五名，將他與阿爾本的積分差距擴大至29分，進入最終站。
在亞斯碼頭賽道（Yas Marina Circuit）的第一場比賽中，阿爾本退賽，而勒克萊爾雖然因與桑蒂諾·費魯奇（Santino Ferrucci）碰撞而退賽，但仍順利提前鎖定年度總冠軍。 勒克萊爾將這座冠軍獻給他已故的教父儒勒·比安奇（Jules Bianchi）。該賽季他共獲得3場勝利與8次登上頒獎台，他形容這個賽季是「令人驚奇的」，也是他第一次在青少年方程式賽事中真正感受到壓力：「現在我已經能夠承受這種壓力了」。

### FIA二级方程式锦标赛

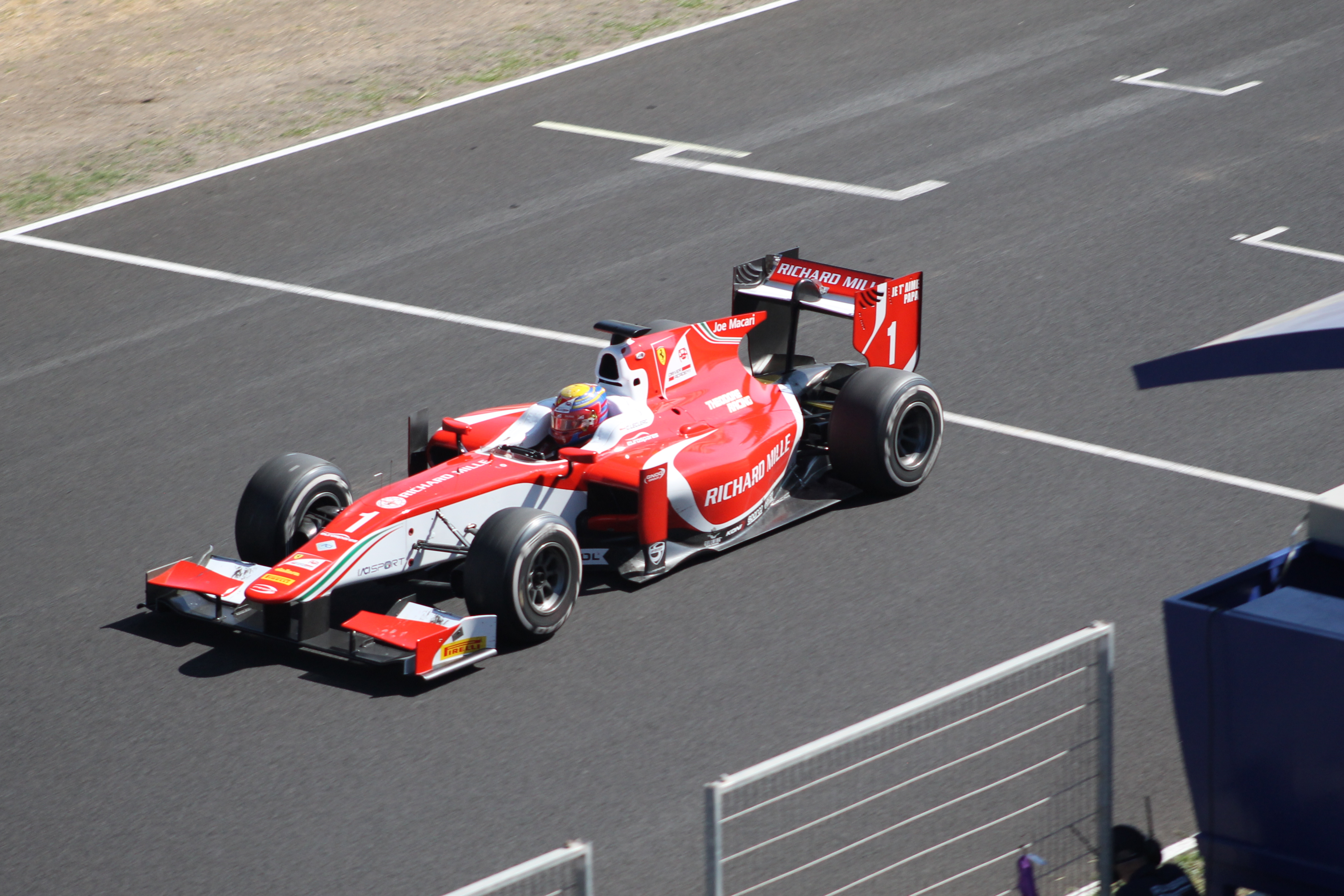
夏尔·勒克莱尔在赫雷斯赛道领先，即将成为F2总冠军

在他取得GP3总冠军的第二周，勒克莱尔被证实将会与GP3及法拉利青训车手安东尼奥·福科一同代表普雷马车队参加2017赛季的F2锦标赛。
他在巴林上演了他的首秀，他在常规赛中取得杆位，但最终只取得第三名。在冲刺賽中，他的車隊選擇在賽中進站，这在相對較短的冲刺賽中很不常見。他把他的倍耐力輪胎使用到極限，在進站前創造了9秒的領先。這使得他降到第14名的位置，但勒克莱爾最終超過了13輛車并憑借最后一圈對盧卡·吉奥托的超越赢得了冠軍。在加泰隆尼亞賽道的冲刺賽中他又取得了杆位，在常规賽中他與吉奥托争斗并再次赢得了比賽，儘管他遇到了無線電通訊的問題。
勒克莱爾在自己的家鄉摩纳哥站没有獲得積分。他是杆位，但却在比赛领先的时候因为悬挂问题而退赛。这次退賽意味着他将在冲刺賽中從最后一位起步，而在这一次他在與諾曼·納托争奪位置的时候撞車，两人双双退賽。儘管这个周末很糟糕，但他仍保持着積分榜上的領先。
勒克莱尔在阿塞拜疆为他前一天病故的父亲埃尔韦奉献了连续的第四个杆位，并将杆位轉化為了勝利。在冲刺赛中，他从第八位起步，很早掉到了第十位，但后来他争到了第六。比赛的领先者，也是他的总冠军竞争对手奥利弗·罗兰退赛了，排在他前面的尼克·德弗里斯也退赛了，使得勒克莱尔升到了第四名。他随后超过了尼古拉斯·拉蒂菲和乔丹·金，然后开始接近新的领先者纳托。他超过了纳托，但因为在黄旗的时候没有减速而受罚10秒，因此他最终排在第二名。
在奥地利他拿到了第5个杆位并赢得了常规赛，在比赛中他受到来自队友福科以及最后阶段来自拉蒂菲的压力。在冲刺赛中他与福科撞车后退赛。下一场在银石的比赛中他取得第6个杆位，追平了此前由斯托费尔·范多恩在2014年和2015年创造的连续杆位记录。他赢得了常规赛，尽管在比赛中他的车曾燃烧起来，一个后视镜也在比赛中脱离赛车。
尽管他成功地在匈牙利取得了杆位，但他由于技术违规的处罚而没有在第一位起步。虽然他从后面起步，但到第1弯的时候，他已经是第12名了。他使用一个不寻常的轮胎策略，用中性胎起步。勒克莱尔被使用同样策略的亚历山大·阿尔本阻挡在后面，但他最终还是超过了阿尔本并取得第4名。在第二天的冲刺赛中他同样取得第4名，这使得他已经在积分榜上领先罗兰50分。
勒克莱尔在比利时站再次取得杆位并以超过20秒的巨大优势赢下比赛，然而他的胜利却因为底板过于破旧而被取消。冲刺赛他不得不在第19位起步，最终回到第5位，以3.8秒的差距落后比赛胜者塞尔吉奥·塞特·卡马拉。
在意大利的常规赛中，勒克莱尔在争夺领先，但在最后一圈与尼克·德弗里斯卷入了一起事故。连续两场在冲刺赛中从后排起步，他最终争到了第9名，尽管没有积分。
领先罗兰57分，比赛来到了倒数第二站的赫雷斯，勒克莱尔取得了赛季的第8个杆位，他每圈的成绩都足够拿下杆位。在常规赛中，勒克莱尔在早期使用软胎统治了绝大多数时间。然而还剩下7圈的时候，松下与桑提诺·费鲁奇撞车并引发了安全车。这时勒克莱尔的轮胎已经撑不住了，但比赛还有4圈，勒克莱尔设法坚持到领先罗兰0.23秒，并在他的新手赛季夺取FIA二级方程式锦标赛的总冠军。
勒克莱尔成为了成为了F1下级比赛的史上最年轻冠军，只有19岁356天，也是自2009年的尼古拉斯·賀根堡以来首位在新手赛季夺冠的车手（在他们之前也只有尼科·罗斯伯格和刘易斯·汉密尔顿做到过）。
在冲刺赛中，勒克莱尔从第8位起步，然而由于车辆的激进调教，他和他的队友福科不得不进站。因为勒克莱尔的激进驾驶，他在比赛中不断上升排名，但由于轮胎过度磨损，在最后一圈中他下降了3个位置，以第7名完赛。
在阿布扎比的最后一轮中，勒克莱尔在常规赛的排位赛中取得第6名，这是他在整个赛季中除去受罚以外的最低名次。尽管如此，他最后还是取得了第4名。然而他的名次很快就变成了第2名，因为比赛的胜者奥利弗·罗兰和福科因违规而被取消资格。
他在F2的最后一场比赛中从第7位起步。他起初提升了2名，但比领先者亚历山大·阿尔本和尼古拉斯·拉蒂菲慢很多。不过随着比赛的继续，勒克莱尔开始取得时间上的优势并在最后几圈超过了拉蒂菲。最后三圈DRS被禁用，最后阶段的黄旗意味着勒克莱尔要被阿尔本挡在后面。然而在最后一圈，两名车手开始缠斗起来，他们互相挤对方，最后勒克莱尔终于取得了领先并以1.293秒的优势赢下了他在F2的最后一场比赛。

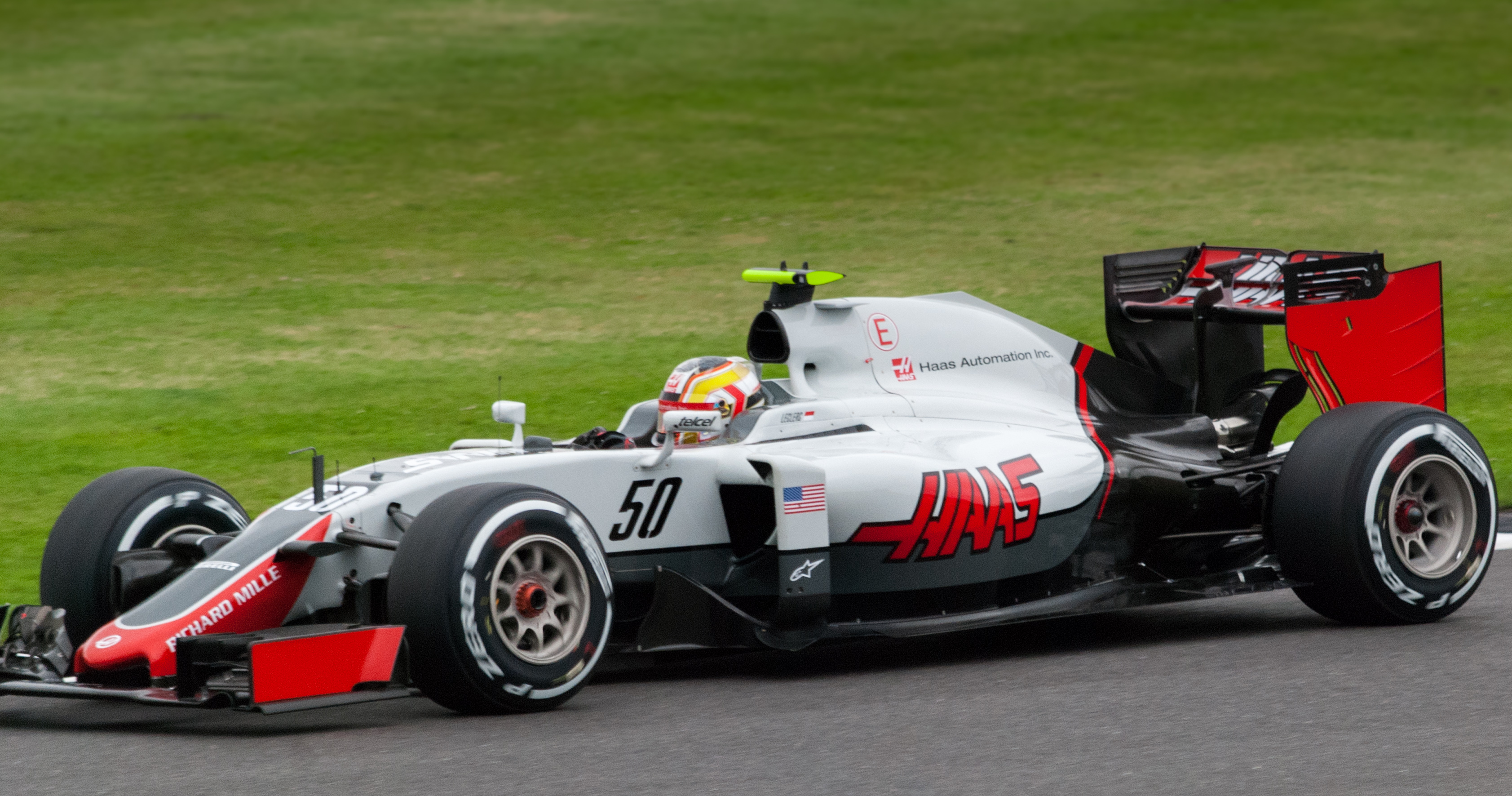
勒克莱尔在2016年英国大奖赛的练习赛中驾驶哈斯VF-16。

### 一级方程式赛车
2016年3月，勒克莱尔被宣布会是进入法拉利车手学院的两名车手之一，并作为哈斯车队和法拉利车队的研发车手。因为他的一部分角色是研发车手，勒克莱尔为哈斯车队参加了2016年英国大奖赛的第一次练习赛。人们相信如果勒克莱尔赢得了GP3系列赛，他就会和丹尼尔·克维亚特及瓦尔泰里·博塔斯一样直接从GP3进入F1的哈斯车队。然而哈斯车队的领队京特·施泰纳称勒克莱尔会接着参加2017年FIA二级方程式锦标赛。

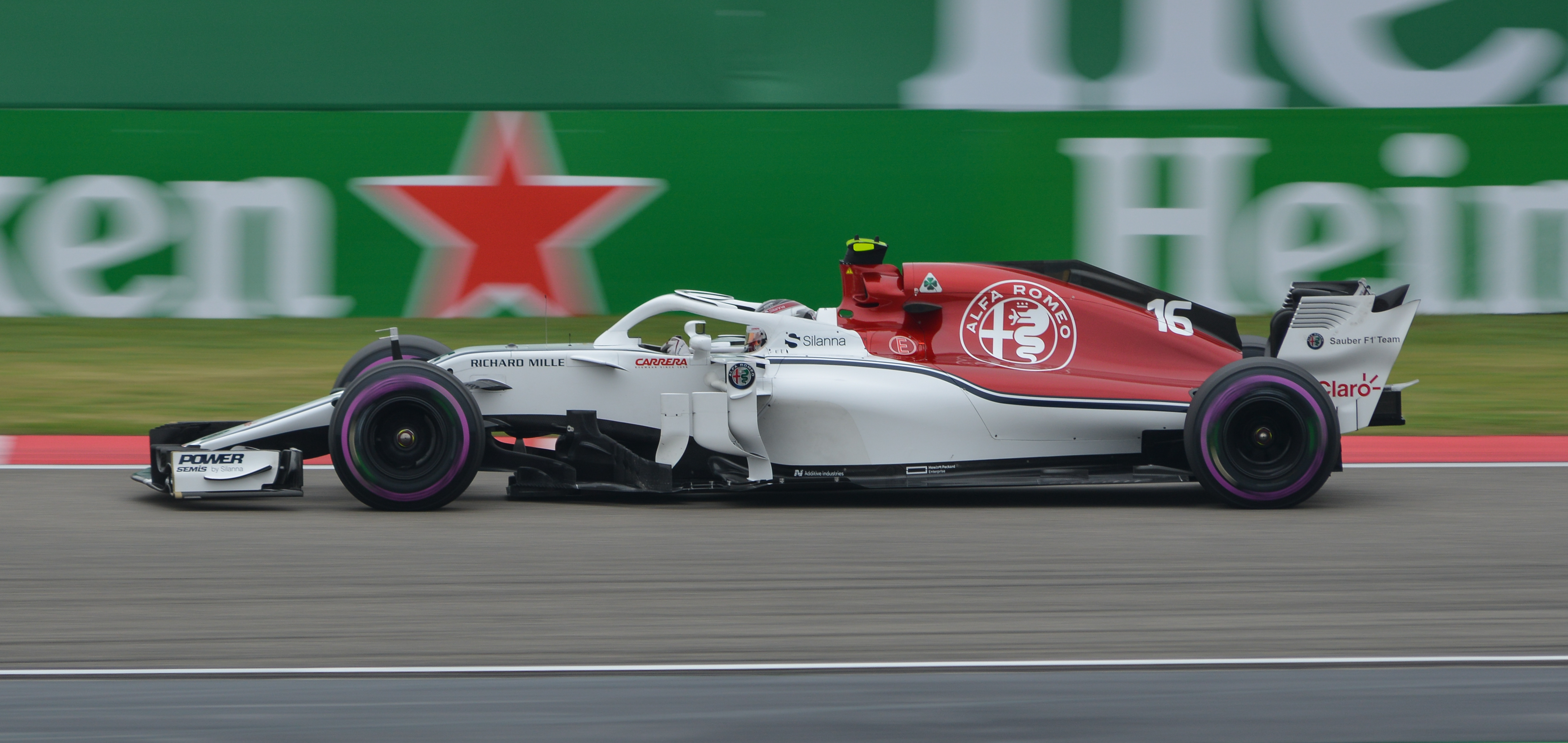
勒克莱尔在2018年中国大奖赛上驾驶索伯车队的索伯C37赛车进行第三节练习赛。

他参加了匈牙利站后在匈牙利赛道举行的季中测试，驾驶法拉利SF70H。他在第一天的测试中进行了98圈的测试并取得最快成绩，但没有参加第二天的测试。2017年12月，勒克莱尔与阿尔法·罗密欧索伯车队签约，现作为正式车手参加一级方程式2018赛季。这是自1994年的奥利维耶·贝雷塔以来的首位摩纳哥籍F1车手。勒克莱尔在自己的首个一级方程式赛季中获得39个积分，位列车手积分榜第13位。

#### 薩伯車隊（2018年）

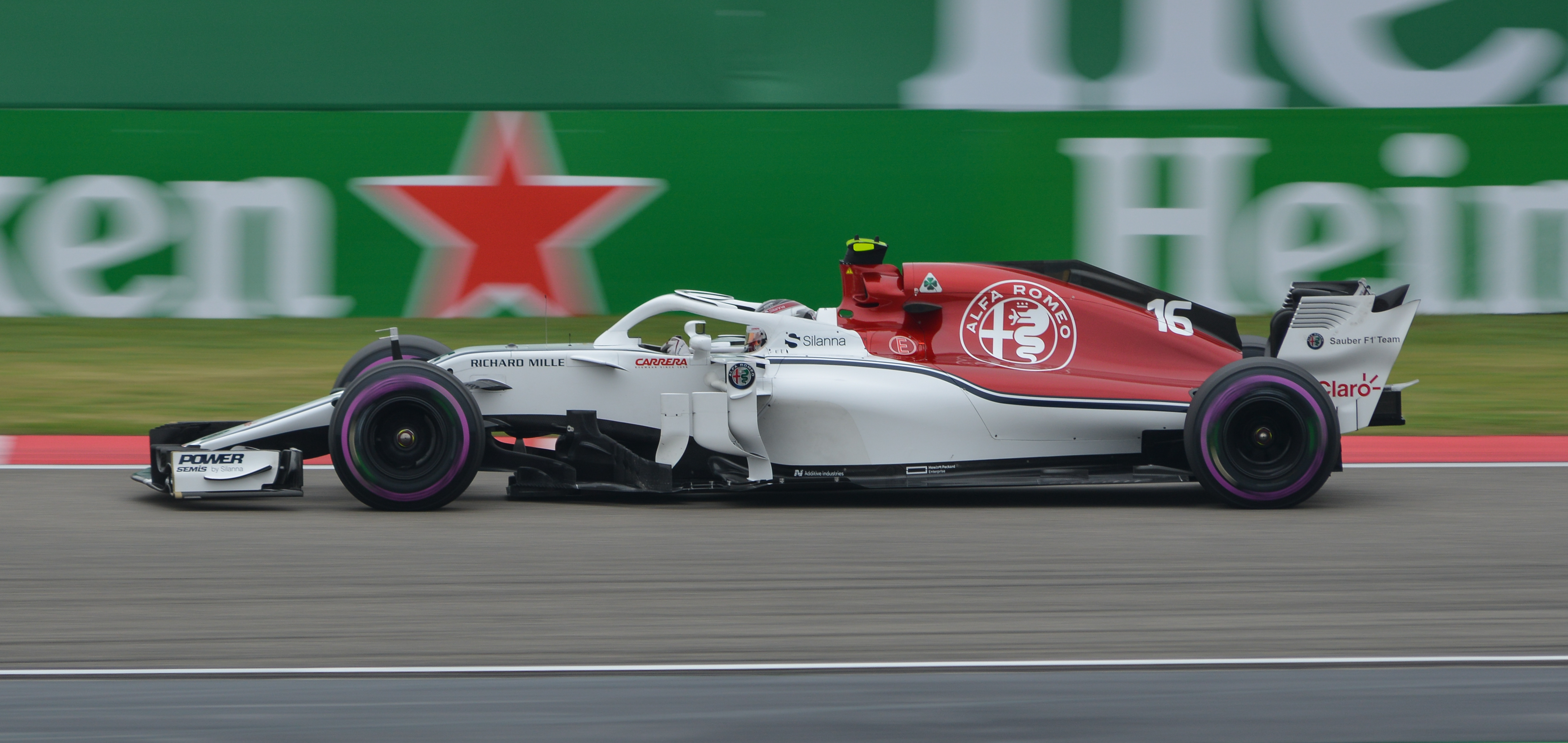
Leclerc (pictured at the) debuted in Formula One with Sauber in.

勒克萊爾於2018年年正式加入薩伯車隊，接替帕斯卡·維爾萊茵（Pascal Wehrlein），與馬庫斯·埃里克森（Marcus Ericsson）搭檔。他在澳洲大獎賽完成F1首秀，成為自1994年奧利維耶·貝雷塔（Olivier Beretta）以來首位參加一級方程式比賽的摩納哥車手。勒克萊爾在首場比賽中排位第18，最終以第13名完賽。
在巴林與中國站未能得分後，勒克萊爾於亞塞拜然大獎賽中以第六名完賽，成為自1950年路易·希龍（Louis Chiron）以來，第一位在F1取得積分的摩納哥車手。他在西班牙大獎賽再添一分，以第十名完賽。
在他的首個主場比賽摩納哥大獎賽中，勒克萊爾於比賽尾聲遭遇煞車失效，撞上布蘭登·哈特利（Brendon Hartley）的擴散器並退賽，這也是他職業生涯首次退賽。接下來，他在加拿大、法國和奧地利取得三場連續得分成績。然而，在接下來的五場比賽中，他未能再次得分，其中包括三場退賽：英國站因輪胎安裝鬆脫，匈牙利站與塞爾希奧·培瑞茲（Sergio Pérez）碰撞導致懸吊損壞，比利時站則捲入多車連環事故。勒克萊爾在比利時的事故後表示，頭部保護裝置Halo救了他一命，並說他「很高興頭上有它」來保護自己。
之後，他在新加坡與俄羅斯站分別取得第九與第七名的成績。但在日本因機械故障退賽，美國站則因與羅曼·格羅斯讓（Romain Grosjean）碰撞導致損傷而退賽。
勒克萊爾以連續三場第七名完賽（墨西哥、巴西和阿布達比）結束了新秀賽季。 他以39分名列車手積分榜第13名，遠勝隊友埃里克森的9分，並再度獲選為國際汽車聯盟（FIA）年度最佳新秀。

#### 法拉利車隊（2019年至今）

##### 2019年：首勝與「命中注定者」的崛起

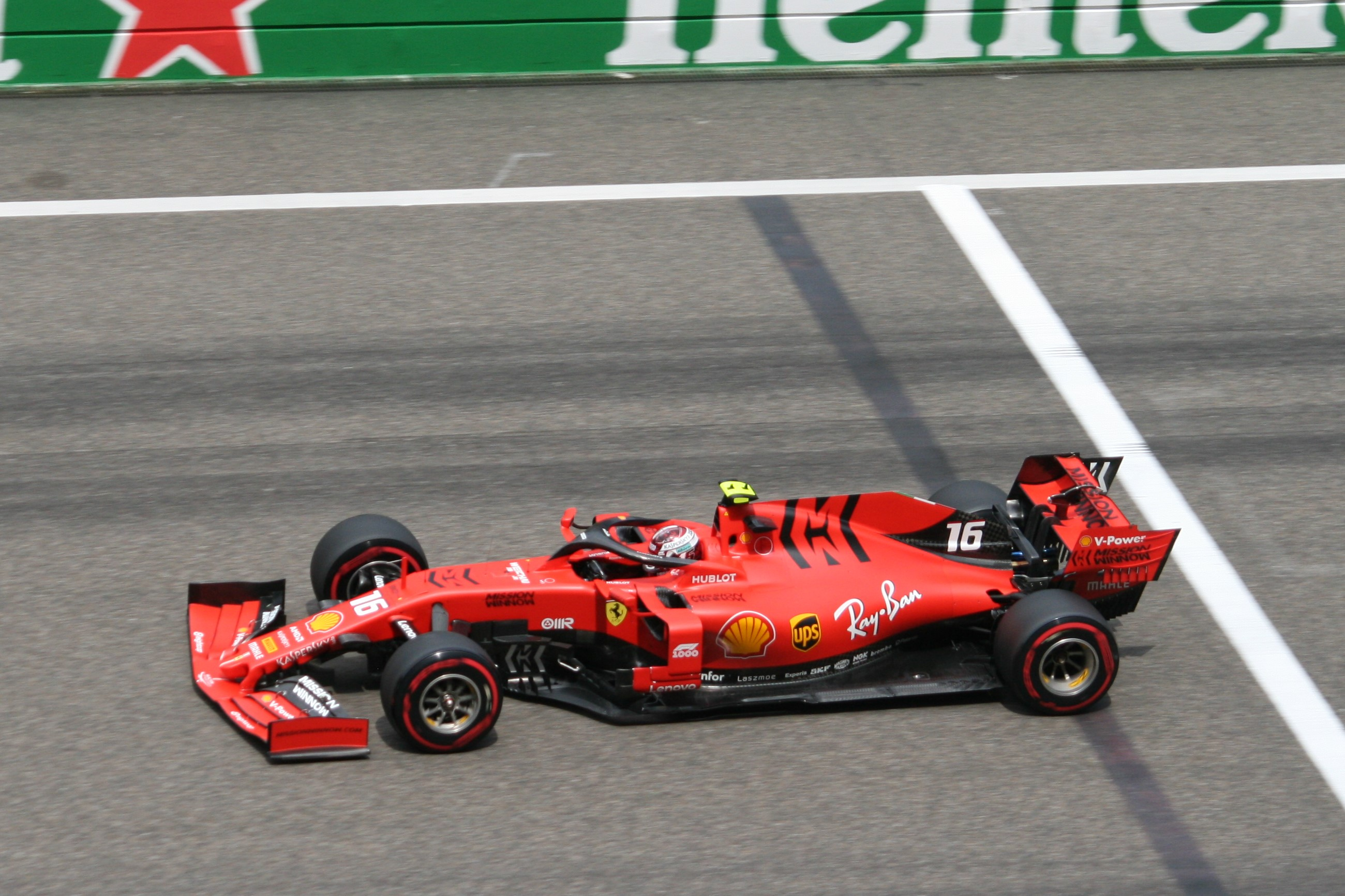
勒克莱尔在2019年中国大奖赛上驾驶法拉利车队的法拉利SF90赛车

2018年9月11日，法拉利車隊宣布勒克萊爾將於2019年賽季加入，與賽巴斯蒂安·維特爾搭檔出賽。
2019年3月30日，他於巴林大獎賽打破場地紀錄斩获杆位，这是他F1生涯中第一次获得杆位，但於正式比賽途中因引擎故障而失去領先位置，最後以第三名完成賽事，這是他在F1生涯中首次登上頒獎台。在夏休期之后的比利时大奖赛上，勒克莱尔获得本赛季第三次杆位，并在周日的正赛中获得冠军，这使他成为摩纳哥历史上第一位获得一级方程式锦标赛大奖赛冠军的赛车手，而这次胜利也是法拉利车队在该年的第一场胜利。而在之后的意大利大奖赛上，勒克莱尔再次获得杆位并且在法拉利的主场获得冠军，这是法拉利继2010年之后时隔9年再次在蒙扎获胜。在之后的新加坡大奖赛上，勒克莱尔再次赢得杆位，连续三站比赛都取得杆位；而在正赛中，他在队友塞巴斯蒂安·维特尔之后冲线获得亚军。在紧接着的俄罗斯大奖赛上，勒克莱尔再次获得杆位，成为继2000年赛季至2001年赛季的迈克尔·舒马赫之后再次有法拉利车手达到“连续4站或以上比赛获得杆位”这一成就。在正赛中因为车队的调度问题和自身比赛节奏的丢失，勒克莱尔并没能将杆位转化为胜利，获得了俄罗斯大奖赛的第三名。在日本大奖赛上，勒克莱尔在队友维特尔之后以第二名完成排位赛，但是在正赛第一圈与马克斯·维斯塔潘的事故导致其提前进站并更换鼻翼，导致他本站比赛失去了争夺领奖台的可能并以第六名完赛。不过在赛事结束后，因为引发与维斯塔潘的事故和没有及时进站的危险驾驶，勒克莱尔被处以两项总共15秒罚时和扣除超级驾照2分的处罚，使得他本站最终排名下降到第七位。墨西哥大奖赛上，勒克莱尔获得了自己在本赛季的第七个杆位；正赛以第四名完赛。美国大奖赛上，勒克莱尔在排位赛中获得第四名并在正赛中以第四名完赛。巴西大奖赛上，勒克莱尔再次在排位赛中获得第四名。在正赛中，他在第66圈超越过队友塞巴斯蒂安·维特尔后，被后者追回的过程中两车出现擦碰并最终导致两辆法拉利赛车双双退赛；也使得勒克莱尔在车手积分榜被马克斯·维斯塔潘超越，下滑到第四名。在收官战阿布扎比大奖赛上，勒克莱尔又一次在排位赛中获得第四名，在正赛中他以季军完赛。最终以264分位列车手积分榜第四位。2019年12月，法拉利宣布与勒克莱尔续约，他将为法拉利效力到2024年。

##### 2020-2021年：法拉利的無冠賽季
2020年，由于2019冠状病毒病疫情导致2020年世界一级方程式锦标赛被迫延期开赛。勒克莱尔从4月开始参加由一级方程式电子竞技系列赛举办的一级方程式虚拟大奖赛（F1 Esports Virtual Grand Prix），并已拿下第二站虚拟巴林大奖赛、第三站虚拟中国大奖赛的冠军。本赛季，由于法拉利的SF1000竞争力羸弱，勒克萊爾在全季仅在奥地利和英国2次登上领奖台，并最终獲得赛季第八名。
本赛季，勒克莱尔在2021年摩纳哥大奖赛上获得杆位，但由于赛车传动故障未能在正赛中起步，遗憾退赛，也延續其本人未能在自家門口完成賽事的魔咒。而在接下来的2021年阿塞拜疆大奖赛上，他再次获得杆位。但只以第四位完賽。
2021年7月18日，銀石賽道舉行的2021年英國大獎賽中，勒克萊爾排位賽第四，但在第一圈超越瓦尔特里·博塔斯並利用對手維斯塔潘和漢米爾頓之間的碰撞優勢，在第一圈取得領先。勒克萊爾成功領跑了大部分比賽，但最終在還剩兩圈時被漢米爾頓追上並超越，最終獲得第二名並取得本賽季第一個領獎台。
勒克莱尔在本賽季結束時以159分在車手總排名中排第七。

##### 2022年：與馬克斯·維斯塔潘的冠軍爭奪戰
2022年赛季，勒克莱尔在2022年巴林大奖赛上获得杆位，最後在正賽奪得分站冠軍并做出最快单圈，这是法拉利车队和他本人自2019年以来的第一个分站冠军。而随着队友小卡洛斯·塞恩斯获得亚军，勒克莱尔和塞恩斯包揽领奖台前两位，这是自2019年新加坡大奖赛后法拉利车队的两位车手首次包揽比赛前两位。勒克莱尔也凭借26分在车手积分榜上排名首位，在F1职业生涯首次领跑积分榜的同时，还成为第一位在F1车手积分榜上领跑的摩纳哥车手。一周后的沙特阿拉伯大奖赛上，勒克莱尔在排位赛上仅以微弱优势输给塞尔希奥·佩雷兹，正赛以第2位起步；而在周日正赛上，他凭借车队战略和尼古拉斯·拉提菲发生事故后引发的安全车优势超越佩雷兹，又在比赛后半段与红牛车队马克斯·维斯塔潘在DRS检测区上演多次攻防战，最终勒克莱尔在比赛倒数第3圈被维斯塔潘超越，取得比赛亚军，同时连续第二场比赛做出最快单圈。
赛季第三场比赛澳大利亚站上，勒克莱尔先在周六排位赛的最后阶段力压维斯塔潘夺得杆位，又在周日正赛中领跑全程，最终取得分站冠军并连续第三场比赛取得最快圈，这是他在F1生涯之中首次取得杆位+领跑全程+获胜+最快圈的“大满贯”，这是继2010年新加坡大奖赛的费尔南多·阿隆索之后又一位法拉利车手获得该成就。
艾米利亚-罗马涅站上，勒克莱尔在周五的排位赛取得第2位，并在周六的冲刺赛上一度超越排在杆位的马克斯·维斯塔潘，却在冲刺赛最后阶段因轮胎衰竭而被后者超越，最终取得冲刺赛亚军，正赛再次由第2位起步；正赛上，起步不佳的勒克莱尔一度掉到第4位，又在进站时遭遇车队换胎失误，出站后被兰多·诺里斯超越；在超越诺里斯，并在比赛后半段第二次停站更换软胎后，勒克莱尔一度有望追近并超越排名第2位的塞尔希奥·佩雷斯，却在第54圈时由于赛车压到路肩而发生打滑并撞墙，随后他在进站更换前鼻翼后一度落到第9位，最终他只以第6名完赛止损。迈阿密站上，勒克莱尔在排位赛上取得自己赛季的第三个杆位，并在发车后成功占据领先优势，但他在第9圈被后方的马克斯·维斯塔潘超越，失去了领跑位置，直至比赛结束也未能完成对维斯塔潘的超越，最终取得比赛亚军。西班牙站上，勒克莱尔再次在排位赛上取得赛季第4个杆位，也是赛季第一次连续两站取得杆位，并一度在周日正赛领跑，但在比赛接近中段时，他由于赛车故障被迫退赛，这是他本赛季的首次退赛。由于维斯塔潘最终获得比赛胜利，勒克莱尔也在赛后直接失去车手积分榜的领先位置。
摩纳哥站上，勒克莱尔再次取得杆位，这是他连续第二个赛季在自己的主场取得杆位，也是他在2022赛季的第5个杆位。正赛中，由于车队战略失误，他在与红牛车队两名车手的争夺中落于下风，只能以第4名完赛。不過同時為其首次能夠在主場完賽，打破過去四次在自家門口舉辦的賽事中未能完賽的魔咒。他在两周后的阿塞拜疆站排位赛又一次取得杆位，从而连续第4站比赛取得杆位，却在正赛发车时被第二位起步的塞尔希奥·佩雷斯超越，丢掉领先位置，又在一度领先比赛的情况下遭遇引擎爆缸，赛季第二次退赛，在车手积分榜上也被佩雷斯超越，下滑至第三位。由于阿塞拜疆站的引擎爆缸问题，他在一周后的加拿大站上启用第四套动力单元，最终被罚队尾起步；正赛上他多次上演超车，最终以第5名完赛，同时因佩雷斯未能完赛，他在车手积分榜上追近了与佩雷斯的差距。
在2022年赛季的最后一场比赛中，在阿布扎比大奖赛上，勒克莱尔和佩雷斯为争夺车手积分榜的第二名而对峙，两人的积分同時為290分。尽管勒克莱尔在第三位发车，落后于第二位的佩雷斯，但他还是超过了他的竞争对手，并在比赛中取得了第二名，为自己赢得了车手积分榜第二名，也为法拉利赢得了车队积分榜第二名。

##### 2023-2024年：首次獲得摩納哥大獎賽冠軍
2023年賽季，勒克萊爾在巴林大獎賽以第三順位起跑。勒克萊爾一度超越塞爾吉奧·佩雷斯取得第二名，但隨後又被其超越，維持第三名。不過因引擎機械故障而在第41圈退賽。勒克萊爾賽後訪問表示希望車隊能檢視車輛問題以確保故障不再發生。勒克萊因上場賽車的電子設備在排位賽及正賽連續損壞，在沙特阿拉伯大獎賽宣佈，將更換第三副電子設備，已經超過賽會零件更換上限，將罰退10個發車位，成為新例下因更換零件最快被罰的車手。2023年阿塞拜疆大奖赛，勒克莱尔在排位赛以1:40:203取得本赛季首个杆位。
2024年1月，法拉利宣布与勒克莱尔续约，具体续约年限未披露。2024年摩纳哥大奖赛上，勒克莱尔先在排位赛上拿到杆位，并在周日正赛中获得冠军。他成为继路易·希龙之后第二位赢得摩纳哥大奖赛的摩纳哥人，也是第一位在摩纳哥大奖赛加入一级方程式赛历之后获胜的摩纳哥本土车手。

##### 2025年：與路易斯·漢米爾合作

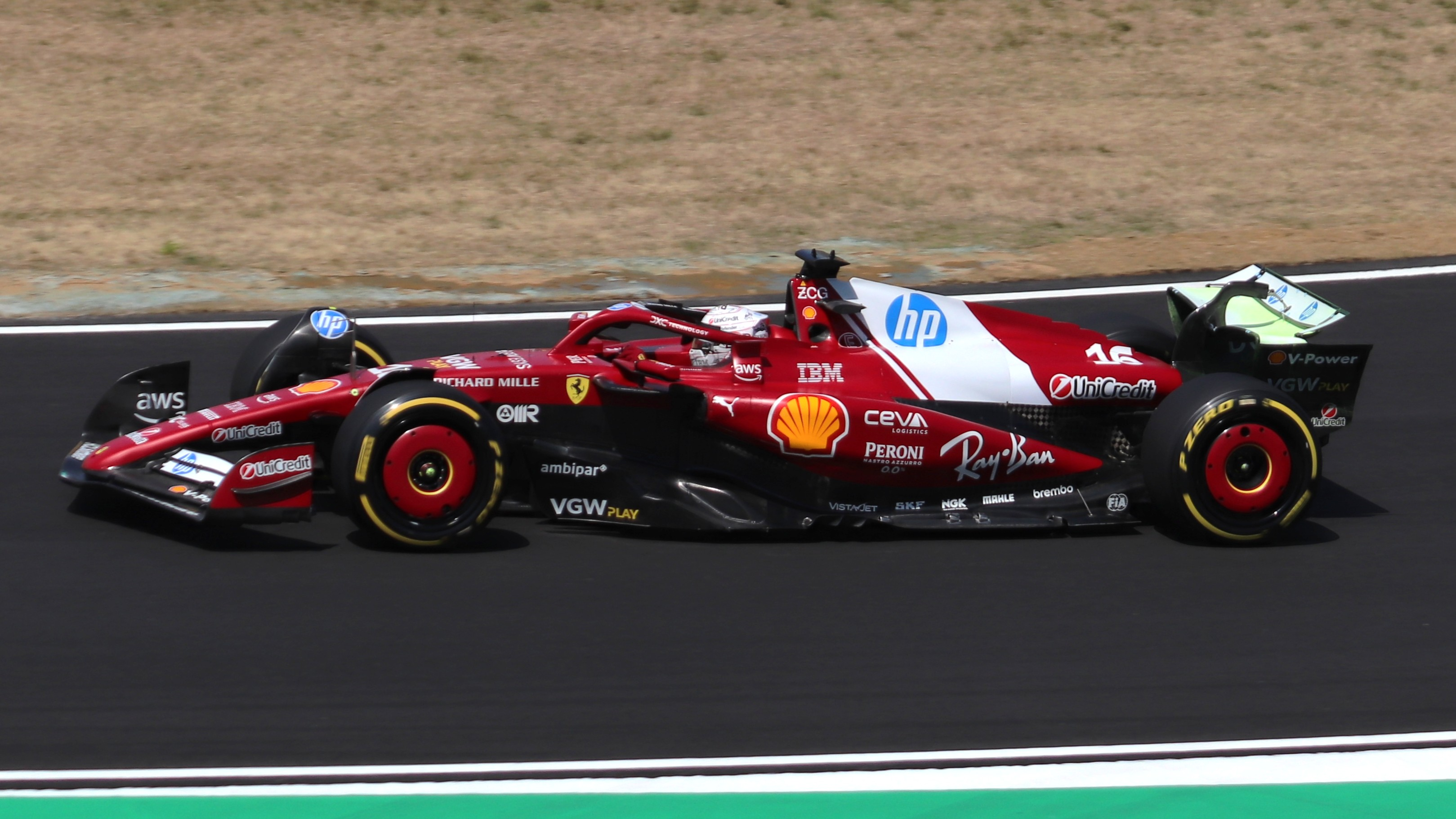
Leclerc (pictured at the) is partnered by Lewis Hamilton from onwards.

勒克萊爾在2025年賽季與七屆世界冠軍路易斯·漢米爾頓（Lewis Hamilton）成為法拉利車隊搭檔。賽季開始前，勒克萊爾表示自己「已準備好爭奪世界冠軍」，然而法拉利當時在車隊積分榜上已落後於麥拉倫。
他在因雨勢影響的澳洲大獎賽中因策略失誤僅獲第八名，隨後在中國大獎賽原本以第五名完賽，但因其SF-25賽車車重不符規定而被取消成績。他在日本大獎賽與巴林大獎賽皆以第四名作收，期間外界對法拉利的表現出現疑慮，直到沙烏地阿拉伯大獎賽奪得本賽季首次頒獎台成績（第三名）。
在邁阿密大獎賽短程衝刺賽的巡場圈中，他因打滑撞牆而退賽，正賽中自第八位起跑並以第七名完賽。
艾米利亞-羅馬涅大獎賽他從第十一位追至第四，但因末段安全車出動加上輪胎老化，最終掉至第六名完賽。此時他已在積分榜上落後領先者奧斯卡·皮亞斯特里（Oscar Piastri）多達85分，勒克萊爾坦言自己「無法接受法拉利目前的處境」。
在摩納哥大獎賽，法拉利有所反彈，勒克萊爾獲得排位賽第二並最終以亞軍完賽，隨後西班牙大獎賽中因末段安全車而取得季軍，加拿大大獎賽第五，奧地利大獎賽再度登上頒獎台，排名第三。

## 赛车生涯成绩

### 职业生涯摘要
| 赛季   | 赛事                     | 车队                     | 起步     | 胜利     | 桿位     | 最快圈速 | 领奖台   | 积分     | 名次     |
| ------ | ------------------------ | ------------------------ | -------- | -------- | -------- | -------- | -------- | -------- | -------- |
| 2014年 | 阿尔卑斯雷诺方程式2.0    | 福特克车队               | 14       | 2        | 1        | 0        | 7        | 199      | 亚军     |
| 2014年 | 雷诺方程式2.0欧洲杯      | 福特克车队               | 6        | 0        | 0        | 0        | 3        | 0        | 未完成   |
| 2015年 | FIA欧洲三级方程式锦标赛  | 范阿默斯福特车队         | 33       | 4        | 3        | 5        | 13       | 363.5    | 第4      |
| 2015年 | 澳門格蘭披治大賽車       | 范阿默斯福特车队         | 1        | 0        | 0        | 0        | 1        | N/A      | 亚军     |
| 2016年 | 一级方程式赛车           | 法拉利车队               | 测试车手 | 测试车手 | 测试车手 | 测试车手 | 测试车手 | 测试车手 | 测试车手 |
| 2016年 | 一级方程式赛车           | 哈斯F1车队               | 测试车手 | 测试车手 | 测试车手 | 测试车手 | 测试车手 | 测试车手 | 测试车手 |
| 2016年 | GP3系列赛                | ART大奖赛车队            | 18       | 3        | 4        | 4        | 8        | 202      | 冠军     |
| 2017年 | 一级方程式赛车           | 法拉利车队               | 测试车手 | 测试车手 | 测试车手 | 测试车手 | 测试车手 | 测试车手 | 测试车手 |
| 2017年 | 一级方程式赛车           | 索伯F1车队               | 测试车手 | 测试车手 | 测试车手 | 测试车手 | 测试车手 | 测试车手 | 测试车手 |
| 2017年 | 国际汽联二级方程式锦标赛 | 普雷马车队               | 22       | 7        | 8        | 4        | 10       | 282      | 冠军     |
| 2018年 | 一级方程式赛车           | 阿尔法·罗密欧索伯F1车队  | 21       | 0        | 0        | 0        | 0        | 39       | 第13     |
| 2019年 | 一級方程式賽車           | 法拉利Mission Winnow車隊 | 21       | 2        | 7        | 4        | 10       | 264      | 第4      |
| 2020年 | 一級方程式賽車           | 法拉利Mission Winnow車隊 | 17       | 0        | 0        | 0        | 2        | 98       | 第8      |
| 2021年 | 一級方程式賽車           | 法拉利Mission Winnow車隊 | 22       | 0        | 2        | 0        | 1        | 159      | 第7      |
| 2022年 | 一級方程式賽車           | 法拉利車隊               | 22       | 3        | 9        | 3        | 11       | 308      | 亞軍     |
| 2023年 | 一級方程式賽車           | 法拉利車隊               | 22       | 0        | 5        | 0        | 6        | 206      | 第5      |
| 2024年 | 一級方程式賽車           | 法拉利車隊               | 24       | 3        | 3        | 3        | 13       | 356      | 季軍     |

* 賽季進行中。

### FIA欧洲三级方程式锦标赛成绩
（图例）（粗体为杆位出赛，斜体为最快圈速）
| 赛季   | 车队             | 引擎 | 1       | 2    | 3      | 4      | 5    | 6      | 7      | 8    | 9    | 10     | 11       | 12   | 13   | 14     | 15     | 16   | 17     | 18     | 19     | 20       | 21      | 22     | 23     | 24     | 25     | 26     | 27     | 28     | 29     | 30     | 31     | 32      | 33      | 名次 | 积分  |
| ------ | ---------------- | ---- | ------- | ---- | ------ | ------ | ---- | ------ | ------ | ---- | ---- | ------ | -------- | ---- | ---- | ------ | ------ | ---- | ------ | ------ | ------ | -------- | ------- | ------ | ------ | ------ | ------ | ------ | ------ | ------ | ------ | ------ | ------ | ------- | ------- | ---- | ----- |
| 2015年 | 范阿默斯福特车队 | 大众 | 银 1 12 | 银 2 | 银 3 1 | 霍 1 3 | 霍 2 | 霍 3 1 | 波 1 3 | 波 2 | 波 3 | 蒙 1 5 | 蒙 2 Ret | 蒙 3 | 斯 1 | 斯 2 6 | 斯 3 2 | 诺 1 | 诺 2 3 | 诺 3 4 | 赞 1 5 | 赞 2 Ret | 赞 3 10 | 红 1 6 | 红 2 4 | 红 3 6 | 阿 1 6 | 阿 2 7 | 阿 3 7 | 纽 1 4 | 纽 2 5 | 纽 3 5 | 霍 1 8 | 霍 2 10 | 霍 3 21 | 第4  | 363.5 |

### GP3系列赛成绩
（图例）（粗体为杆位出赛，斜体为最快圈速）
| 赛季   | 车队          | 1       | 2       | 3       | 4         | 5       | 6       | 7       | 8       | 9       | 10      | 11      | 12      | 13      | 14        | 15      | 16      | 17        | 18      | 名次 | 积分 |
| ------ | ------------- | ------- | ------- | ------- | --------- | ------- | ------- | ------- | ------- | ------- | ------- | ------- | ------- | ------- | --------- | ------- | ------- | --------- | ------- | ---- | ---- |
| 2016年 | ART大奖赛车队 | 加 常 1 | 加 冲 9 | 红 常 1 | 红 冲 Ret | 银 常 2 | 银 冲 3 | 匈 常 6 | 匈 冲 3 | 霍 常 5 | 霍 冲 3 | 斯 常 1 | 斯 冲 6 | 蒙 常 4 | 蒙 冲 Ret | 雪 常 3 | 雪 冲 5 | 亚 常 Ret | 亚 冲 9 | 冠军 | 202  |

### FIA二级方程式锦标赛成绩
（图例）（粗体为杆位出赛，斜体为最快圈速）
| 赛季   | 车队       | 1         | 2         | 3       | 4       | 5         | 6         | 7         | 8         | 9       | 10        | 11      | 12      | 13      | 14      | 15        | 16      | 17       | 18      | 19      | 20      | 21      | 22      | 名次 | 积分 |
| ------ | ---------- | --------- | --------- | ------- | ------- | --------- | --------- | --------- | --------- | ------- | --------- | ------- | ------- | ------- | ------- | --------- | ------- | -------- | ------- | ------- | ------- | ------- | ------- | ---- | ---- |
| 2017年 | 普雷马车队 | 巴林 常 3 | 巴林 冲 1 | 加 常 1 | 加 冲 4 | 摩 常 Ret | 摩 冲 Ret | 巴库 常 1 | 巴库 冲 2 | 红 常 1 | 红 冲 Ret | 银 常 1 | 银 冲 5 | 匈 常 4 | 匈 冲 4 | 斯 常 DSQ | 斯 冲 5 | 蒙 常 17 | 蒙 冲 9 | 赫 常 1 | 赫 冲 7 | 亚 常 2 | 亚 冲 1 | 冠军 | 282  |

### 一级方程式赛车成绩
（图例）（粗体为杆位出赛，斜体为最快圈速）
| 赛季   | 车队                     | 底盘         | 引擎                  | 1        | 2       | 3      | 4      | 5      | 6      | 7      | 8     | 9      | 10     | 11     | 12     | 13     | 14   | 15      | 16     | 17      | 18     | 19      | 20       | 21     | 22    | 23   | 24   | 名次 | 积分 |
| ------ | ------------------------ | ------------ | --------------------- | -------- | ------- | ------ | ------ | ------ | ------ | ------ | ----- | ------ | ------ | ------ | ------ | ------ | ---- | ------- | ------ | ------- | ------ | ------- | -------- | ------ | ----- | ---- | ---- | ---- | ---- |
| 2016年 | 哈斯F1车队               | 哈斯VF-16    | 法拉利061 1.6 V6t     | 澳       | 巴林    | 中     | 俄     | 西     | 摩     | 加     | 欧    | 奥     | 英 TD  | 匈 TD  | 德 TD  | 比     |      | 新      | 马     | 日      | 美     | 墨      | 巴西 TD  | 阿布   |       |      |      | –    | –    |
| 2017年 | 索伯F1车队               | 索伯C36      | 法拉利061 1.6 V6t     | 澳       | 中      | 巴林   | 俄     | 西     | 摩     | 加     |       | 奥     | 英     | 匈     | 比     |        | 新   | 马 TD   | 日     | 美 TD   | 墨 TD  | 巴西 TD | 阿布     |        |       |      |      | –    | –    |
| 2018年 |                          | 索伯C37      | 法拉利062 EVO 1.6 V6t | 澳 13    | 巴林 12 | 中 19  | 6      | 西 10  | 摩 18† | 加 10  | 法 10 | 奥 9   | 英 Ret | 德 15  | 匈 Ret | 比 Ret | 11   | 新 9    | 俄 7   | 日 Ret  | 美 Ret | 墨 7    | 巴西 7   | 阿布 7 |       |      |      | 第13 | 39   |
| 2019年 | 法拉利Mission Winnow車隊 | 法拉利SF90   | 法拉利064 1.6 V6t     | 澳 5     | 巴林 3  | 中 5   | 5      | 西 5   | 摩 Ret | 加 3   | 法 3  | 奥 2   | 英 3   | 德 Ret | 匈 4   | 比 1   | 1    | 新 2    | 俄 3   | 日 6    | 墨 4   | 美 4    | 巴西 18† | 阿布 3 |       |      |      | 第4  | 264  |
| 2020年 | 法拉利Mission Winnow車隊 | 法拉利SF1000 | 法拉利065 1.6 V6t     | 奥 2     | Ret     | 匈 11  | 英 3   | 周年 4 | 西 Ret | 比 14  | Ret   | 托 8   | 俄 6   | 艾費 7 | 葡 4   | 艾米 5 | 土 4 | 巴林 10 | 薩 Ret | 阿布 13 |        |         |          |        |       |      |      | 第8  | 98   |
| 2021年 | 法拉利Mission Winnow車隊 | 法拉利SF21   | 法拉利065/6 1.6 V6t   | 巴林 6   | 艾米 4  | 葡 6   | 西 4   | 摩 DNS | 亞塞 4 | 法 16  | 史 7  | 奧 8   | 英 2   | 匈 Ret | 比 8‡  | 荷 5   | 4    | 俄 15   | 土 4   | 美 4    | 墨 5   | 聖保 5  | 卡 8     | 沙 7   | 阿 10 |      |      | 第7  | 159  |
| 2022年 | 法拉利车队               | 法拉利F1-75  | 法拉利066/7 1.6 V6t   | 巴林 1   | 沙 2    | 澳 1   | 艾米 6 | 迈 2   | 西 Ret | 摩 4   | Ret   | 加 5   | 英 4   | 奥 1   | 法 Ret | 匈 6   | 比 6 | 荷 3    | 2      | 新 2    | 日 3   | 美 3    | 墨 6     | 圣保 4 | 阿 2  |      |      | 亚军 | 308  |
| 2023年 | 法拉利车队               | 法拉利SF-23  | 法拉利066/10 1.6 V6t  | 巴林 Ret | 沙 7    | 澳 Ret | 3      | 迈 7   | 摩 6   | 西 11  | 加 4  | 奥 2   | 英 9   | 匈 7   | 比 3   | 荷 Ret | 4    | 新 4    | 日 4   | 卡 5    | 美 DSQ | 墨 3    | 圣保 DNS | 拉 2   | 阿 2  |      |      | 第5  | 206  |
| 2024年 | 法拉利车队               | 法拉利SF-24  | 法拉利066/12 1.6 V6t  | 巴林 4   | 沙 3    | 澳 2   | 日 4   | 中 4   |        |        |       |        |        |        |        |        |      |         |        |         |        |         |          |        |       |      |      | 第3  | 356  |
| 2024年 | 法拉利惠普車隊           | 法拉利SF-24  | 法拉利066/12 1.6 V6t  |          |         |        |        |        | 迈 3   | 艾米 3 | 摩 1  | 加 Ret | 西 5   | 奥 11  | 英 14  | 匈 4   | 比 3 | 荷 3    | 1      | 2       | 新 5   | 美 1    | 墨 3     | 圣保 5 | 拉 4  | 卡 2 | 阿 3 | 第3  | 356  |
| 2025年 | 法拉利惠普車隊           | 法拉利SF-25  | 法拉利066/12 1.6 V6t  | 澳 8     | 中 DSQ  | 日 4   | 巴林 4 | 沙 3   | 迈 7   | 艾米 6 | 摩    | 西     | 加     | 奥     | 英     | 比     | 匈   | 荷      |        |         | 新     | 美      | 墨       | 圣     | 拉    | 卡   | 阿布 | 第5* | 61*  |

* 賽季進行中。
†未完赛，但已完成赛事总里程的90%。
‡由於未能完成原定賽程的75%，車手只有一半分數。